# NGC 2782

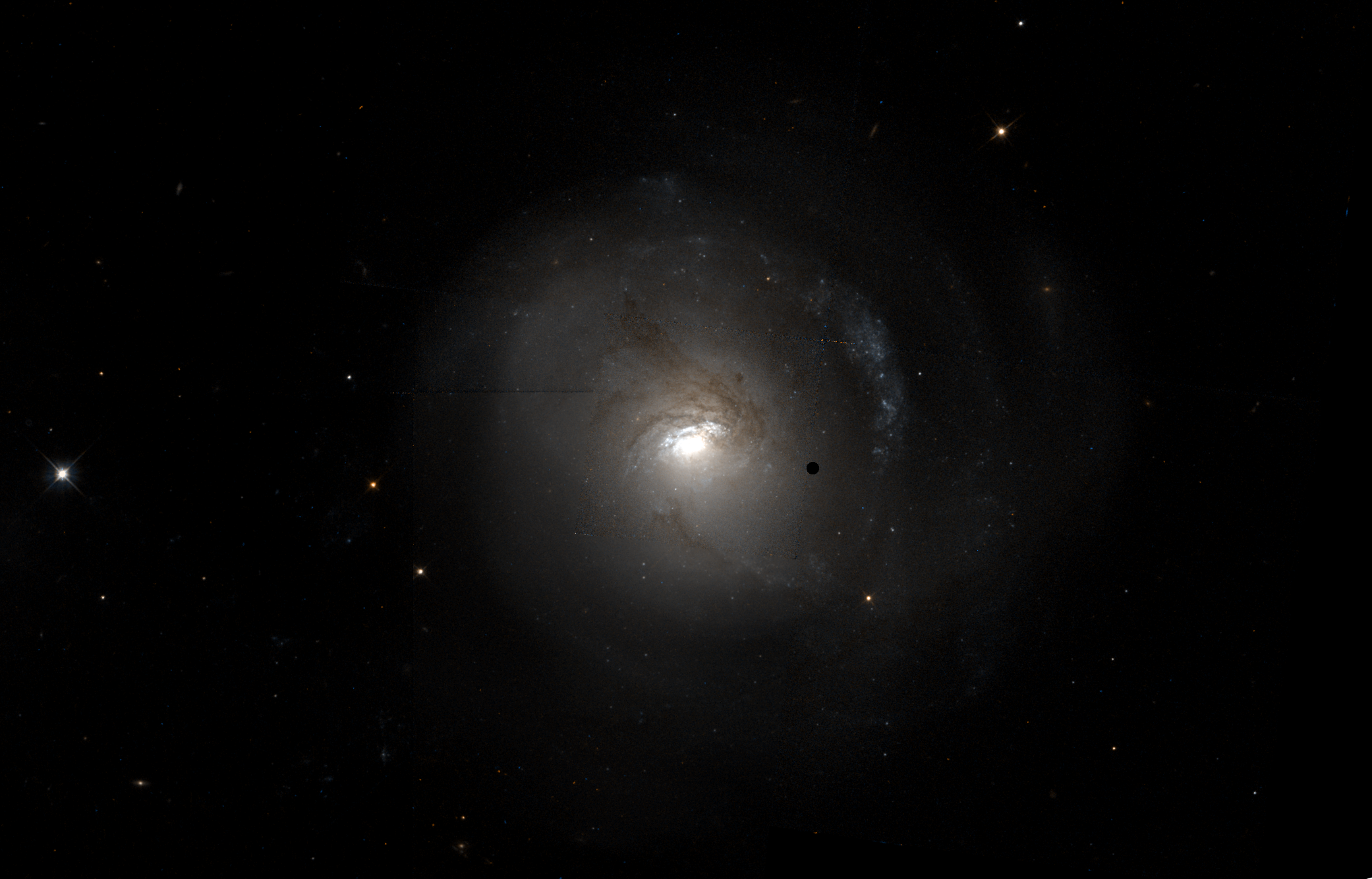
Hình ảnh NGC 2782 chụp bởi kính viễn vọng Hubble

NGC 2782 (hay các tên khác là UGC 4862, Arp 215, MCG +07-19-036, PGC 26034, 6C B091051.3+401928) là tên của một thiên hà xoắn ốc bất thường hình thành sau một sự hợp nhất giữa 2 thiên hà riêng biệt. Thiên hà này nằm cách trái đất 75 triệu năm ánh sáng, nghĩa là kích thước kiến của nó đã hiển thị độ lớn của nó lên đến 100000 năm ánh sáng. NGC 2782 có một nhân thiên hà hoạt động, cái nhân này là một ngôi sao đã nổ tung và có một thiên hà Seyfert loại 1. Thiên hà này được đề cập trong bản đồ các thiên hà dị thường.
Nhân thiên hà và khu vực chung quanh nó biểu thị những hoạt động của một ngôi sao đang nổ tung. Tại đó có một sự hình thành sao mãnh liệt đã tạo ra một "cơn gió mạnh mẽ" bất thường. Đó là một dòng các chất khí. Dòng chất khí này được phát hiện bởi các tia X của nó phát ra tạo thành một cấu trúc giống bong bóng. Vị trí mà dòng chất khí này là ở vị trí 5 giây cung tại khu vực phía nam của tâm thiên hà.
Có một nhóm nhỏ các thiên hà bao gồm bốn thiên hà và NGC 2782 là thiên hà lớn nhất. Bốn thiên hà có là UGC 4867, UGC 4871, cách xa hơn nữa là NGC 2782, UGC 4889.

## Dự liệu tham khảo
Theo như quan sát đây là thiên hà nằm trong chòm sao Thiên Miêu và dưới đây là một số dữ liệu khác:
Xích kinh 08h 53m 32.7s
Độ nghiêng 51° 18′ 49″
Giá trị dịch chuyển đỏ (Redshift)) 2543 ± 2 km/s
Cấp sao biểu kiến 12,3
Kích thước biểu kiến 3′.5 × 2′.6